# Eriosorus mathewsii
Eriosorus mathewsii là một loài thực vật có mạch trong họ Adiantaceae. Loài này được (Hook.) Crabbe miêu tả khoa học đầu tiên năm 1967.